# New York Giants 2023
La stagione 2023 dei New York Giants è stata la 99ª della franchigia nella National Football League e la seconda con Brian Daboll come capo-allenatore. La squadra non riuscì a migliorare il bilancio di 9–7–1 della stagione precedente dopo una sconfitta nella settimana 10 contro i Dallas Cowboys. Dopo una vittoria ai tempi supplementari dei Philadelphia Eagles sui Buffalo Bills nella settimana 12, i Giants furono eliminati dalla corsa per il titolo della NFC East. Furono poi eliminati dalla caccia ai playoff con una sconfitta il giorno di natale contro gli Eagles. La squadra fu rallentata da una offensive line debole a livelli storici e da numerosi infortunati, in particolare quello del quarterback titolare Daniel Jones che si ruppe il legamento crociato anteriore nella sconfitta della settimana 9 contro i Raiders.

## Scelte nel Draft 2023
| Scelte dei Giants nel Draft 2023 |        |                      |               |              |                      |
| Giro                             | Scelta | Giocatore            | Ruolo         | College      | Note                 |
| 1                                | 24     | Deonte Banks         | Cornerback    | Maryland     | Da Jacksonville      |
| 2                                | 57     | John Michael Schmitz | Centro        | Minnesota    |                      |
| 3                                | 73     | Jalin Hyatt          | Wide receiver | Tennessee    | Dai Los Angeles Rams |
| 5                                | 172    | Eric Gray            | Running back  | Oklahoma     | Scelta compensatoria |
| 6                                | 209    | Tre Hawkins III      | Cornerback    | Old Dominion | Da Kansas City       |
| 7                                | 243    | Jordon Riley         | Nose tackle   | Oregon       |                      |
| 7                                | 254    | Gervarrius Owens     | Safety        | Houston      | Scelta compensatoria |

## Staff
| Staff dei New York Giants |
| --- |
| Organi dirigenziali - Presidente/CEO – John Mara - Chairman/vice presidente esecutivo – Steve Tisch - Vice presidente senior & general manager – Joe Schoen - Assistente general manager – Brandon Brown - Vice presidente senior delle operazioni del football & strategia – Kevin Abrams - Vice presidente senior del personale dei giocatori – Chris Mara - Direttore del personale dei giocatori – Tim McDonnell - Direttore degli osservatori del college – Chris Pettit - Direttore delle operazioni del football – Ed Triggs - Director of coaching operations – Laura Young - Dirigente del personale senior – Kyle O'Brien Capo allenatore - Capo-allenatore – Brian Daboll Altri allenatori - Preparatore atletico – Craig Fitzgerald - Assistente p.a. – Drew Wilson - Performance manager/assistente p.a. – Sam Coad Allenatori dell'attacco - Coordinatore offensivo – Mike Kafka - Quarterback – Shea Tierney - Running back – DeAndre Smith - Wide receiver – Mike Groh - Tight end – Andy Bischoff - Offensive line – Bobby Johnson - Assistente offensive line – Tony Sparano Jr. - Assistente attacco – Christian Jones - Controllo qualità attacco – Angela Baker Allenatori della difesa - Coordinatore difensivo – Don Martindale - Defensive line – Andre Patterson - Assistente defensive line – Bryan Cox - Outside linebacker – Drew Wilkins - Inside linebacker – John Egorugwu - Defensive back – Jerome Henderson - Assistente defensive back – Michael Treier - Assistente difesa – Kevin Wilkins Allenatori dello special team - Coordinatore dello special team – Thomas McGaughey - Assistente special team – Anthony Blevins - Controllo qualità/Special team – Nick Williams |

## Roster
| Roster dei New York Giants |
| --- |
| Quarterback - 8 Daniel Jones - 2 Tyrod Taylor Running Back - 26 Saquon Barkley - 31 Matt Breida - 23 Gary Brightwell - 20 Eric Gray Wide Receiver - 0 Parris Campbell - 18 Isaiah Hodgins - 13 Jalin Hyatt - 17 Wan'Dale Robinson - 3 Sterling Shepard - 86 Darius Slayton Tight End - 82 Daniel Bellinger - 83 Lawrence Cager - 12 Darren Waller Offensive Linemen - 68 Ben Bredeson G - 75 Joshua Ezeudu G - 64 Mark Glowinski G - 66 Shane Lemieux G - 60 Marcus McKethan G - 73 Evan Neal T - 74 Matt Peart T - 61 John Michael Schmitz C - 78 Andrew Thomas T Defensive Linemen - 98 D.J. Davidson NT - 97 Dexter Lawrence NT - 93 Rakeem Nuñez-Roches DE - 95 Jordon Riley DE - 91 A'Shawn Robinson DE - 99 Leonard Williams DE Linebacker - 45 Carlos Basham Jr. OLB - 47 Cam Brown ILB - 52 Carter Coughlin ILB - 41 Micah McFadden ILB - 51 Azeez Ojulari OLB - 58 Bobby Okereke ILB - 19 Isaiah Simmons ILB - 5 Kayvon Thibodeaux OLB - 55 Jihad Ward OLB Defensive Back - 25 Deonte Banks CB - 24 Dane Belton SS - 28 Cordale Flott CB - 37 Tre Hawkins III CB - 30 Darnay Holmes CB - 22 Adoree' Jackson CB - 21 Bobby McCain FS - 44 Nick McCloud CB - 29 Xavier McKinney FS - 39 Gervarrius Owens FS - 27 Jason Pinnock SS Special Team - 9 Graham Gano K - 6 Jamie Gillan P - 59 Casey Kreiter LS Lista delle riserve - 57 Jarrad Davis ILB (IR) - 67 Wyatt Davis G (IR) - 6 Bryce Ford-Wheaton WR (IR) - 63 J.C. Hassenauer C (IR) - 85 Chris Myarick TE (IR) - 33 Aaron Robinson CB (PUP) - 89 Tommy Sweeney TE (NF-Ill.) Squadra di allenamento - 90 Ryder Anderson DE - 9 Cole Beasley WR (Practice squad/Injured) - 43 Darrian Beavers ILB - 23 Alex Cook SS - 5 Tommy DeVito QB - 49 Tomon Fox OLB - 38 Kaleb Hayes CB - 88 Dennis Houston WR - 84 Tyree Jackson TE - 54 Dyontae Johnson ILB - 49 Ryan Jones TE - 36 Taiwan Jones RB - 62 Jalen Mayfield G - 20 Amani Oruwariye CB - 87 Cam Sims WR - 71 Jaylon Thomas T - 53 Oshane Ximines OLB Roster aggiornato al 9 settembre 2023 53 attivi, 7 inattivi, 16 nella squadra di allenamento |
| Legenda - I rookie sono in corsivo. - Il primo ruolo è il principale mentre gli eventuali successivi indicano i ruoli secondari. - (IR) sta per Injured Reserve ed indica la lista ristretta per un solo giocatore infortunato che può tornare ad allenarsi dopo la settimana 6 e a rientrare in prima squadra dopo che questa ha giocato 8 partite. - (NF-Inj.) / (NF-Ill.) stanno rispettivamente per Non-Football Injured e Non-Football Illness ed indicano le liste dove viene inserito un giocatore che ha un infortunio o una malattia non dipendente dal football americano. - (PUP) sta per Physically Unable to Perform ed indica la lista dove viene inserito un giocatore mentre è in attesa di recuperare la condizione fisica. Nella stagione regolare dopo la sesta partita giocata dalla propria squadra, il giocatore ha tempo tre settimane per riprendere ad allenarsi, più tre settimane aggiuntive dal suo rientro agli allenamenti per rientrare in prima squadra. |

## Precampionato
Il 25 maggio 2023 fu annunciato il calendario delle gare del precampionato.
| Precampionato |           |           |                   |           |        |                 |                     |         |
| Settimana     | Data      | Ora (ET)  | Avversario        | Risultato | Record | Stadio          | TV                  | Sintesi |
| 1             | 11 agosto | 7:00 p.m. | @ Detroit Lions   | S 16-21   | 0-1    | Ford Field      | WNBC (NBCUniversal) | Sintesi |
| 2             | 18 agosto | 7:00 p.m. | Carolina Panthers | V 21-19   | 1-1    | MetLife Stadium | WNBC (NBCUniversal) | Sintesi |
| 3             | 26 agosto | 6:00 p.m. | New York Jets     | S 24-32   | 1-2    | MetLife Stadium | WNBC (NBCUniversal) | Sintesi |

## Stagione regolare

### Calendario
Il calendario della stagione regolare 2023 fu reso noto l'11 maggio 2023. Data e orario della gara di settimana 18 furono stabilite il 31 dicembre 2023, dopo lo svolgimento del diciassettesimo turno.
| Stagione regolare |                     |                     |                           |                     |                     |                         |                     |                     |
| Settimana         | Data                | Ora (ET)            | Avversario                | Risultato           | Record              | Stadio                  | TV                  | Sintesi             |
| 1                 | 10 settembre        | 8:20 p.m.           | Dallas Cowboys            | S 0-40              | 0-1                 | MetLife Stadium         | NBC                 | Sintesi             |
| 2                 | 17 settembre        | 4:15 p.m.           | @ Arizona Cardinals       | V 31-28             | 1-1                 | State Farm Stadium      | Fox                 | Sintesi             |
| 3                 | 21 settembre        | 8:15 p.m.           | @ San Francisco 49ers (T) | S 12-30             | 1-2                 | Levi's Stadium          | Prime Video         | Sintesi             |
| 4                 | 2 ottobre           | 8:15 p.m.           | Seattle Seahawks (M)      | S 3-24              | 1-3                 | MetLife Stadium         | ESPN                | Sintesi             |
| 5                 | 8 ottobre           | 1:00 p.m.           | @ Miami Dolphins          | S 16-31             | 1-4                 | Hard Rock Stadium       | Fox                 | Sintesi             |
| 6                 | 15 ottobre          | 8:20 p.m.           | @ Buffalo Bills (S)       | S 9-14              | 1-5                 | Highmark Stadium        | NBC                 | Sintesi             |
| 7                 | 22 ottobre          | 1:00 p.m.           | Washington Commanders     | V 14-7              | 2-5                 | MetLife Stadium         | CBS                 | Sintesi             |
| 8                 | 29 ottobre          | 1:00 p.m.           | New York Jets             | S 10-13 (DTS)       | 2-6                 | MetLife Stadium         | CBS                 | Sintesi             |
| 9                 | 5 novembre          | 4:25 p.m.           | @ Las Vegas Raiders       | S 6-30              | 2-7                 | Allegiant Stadium       | Fox                 | Sintesi             |
| 10                | 12 novembre         | 4:25 p.m.           | @ Dallas Cowboys          | S 17-49             | 2-8                 | AT&T Stadium            | Fox                 | Sintesi             |
| 11                | 19 novembre         | 1:00 p.m.           | @ Washington Commanders   | V 31-19             | 3-8                 | FedEx Field             | Fox                 | Sintesi             |
| 12                | 26 novembre         | 1:00 p.m.           | New England Patriots      | V 10-7              | 4-8                 | MetLife Stadium         | Fox                 | Sintesi             |
| 13                | Settimana di riposo | Settimana di riposo | Settimana di riposo       | Settimana di riposo | Settimana di riposo | Settimana di riposo     | Settimana di riposo | Settimana di riposo |
| 14                | 11 dicembre         | 8:15 p.m.           | Green Bay Packers (M)     | V 24-22             | 5-8                 | MetLife Stadium         | ABC                 | Sintesi             |
| 15                | 17 dicembre         | 1:00 p.m.           | @ New Orleans Saints      | S 6-24              | 5-9                 | Caesars Superdome       | Fox                 | Sintesi             |
| 16                | 25 dicembre         | 4:30 p.m.           | @ Philadelphia Eagles (M) | S 25-33             | 5-10                | Lincoln Financial Field | Fox                 | Sintesi             |
| 17                | 31 dicembre         | 1:00 p.m.           | Los Angeles Rams          | S 25-26             | 5-11                | MetLife Stadium         | Fox                 | Sintesi             |
| 18                | 7 gennaio           | 4:25 p.m.           | Philadelphia Eagles       | V 27-10             | 6-11                | MetLife Stadium         | CBS                 | Sintesi             |

Note:
- Gli avversari della propria division sono in grassetto.
- Il simbolo "@" indica una partita giocata in trasferta.
- (M) indica il Monday Night Football, (T) il Thursday Night Football e (S) il Sunday Night Football.

## Premi

### Premi settimanali e mensili
- Tommy DeVito:

rookie della settimana 11
giocatore offensivo della NFC della settimana 14
rookie della settimana 14
- Jalin Hyatt:

rookie della settimana 12
- Gunner Olszewski:

giocatore degli special team della NFC della settimana 17
- Jamie Gillan:

giocatore degli special team della NFC della settimana 18